# Regione di Ihorombe
La regione di Ihorombe è una regione della provincia di Fianarantsoa, nel Madagascar meridionale.
Il capoluogo della regione è Ihosy.
Ha una popolazione di 189 200 abitanti distribuita su una superficie di 26391 km².

## Geografia antropica

### Suddivisioni amministrative
La regione è suddivisa in tre distretti:
- distretto di Iakora
- distretto di Ihosy
- distretto di Ivohibe